# ピエール＝ジョゼフ・ド・エーツ

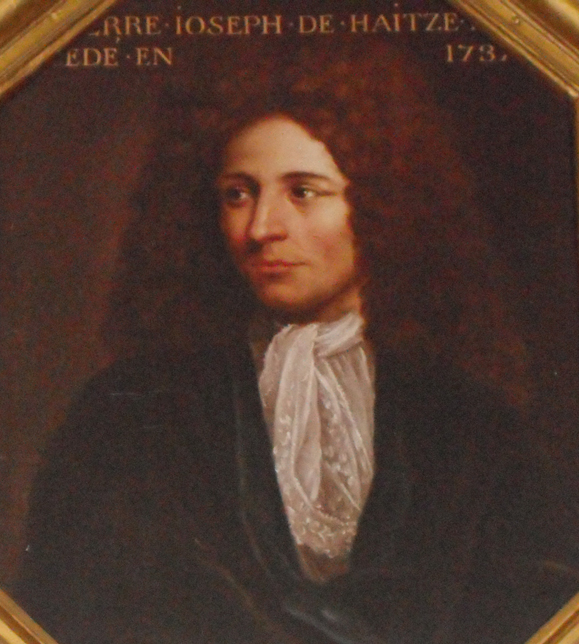
ピエール＝ジョゼフ・ダシュ

ピエール＝ジョゼフ・ダシュ（Pierre-Joseph de Haitze /pjɛ:R ̥ʒozɛf daʃ/, 1656年11月10日 - 1737年7月26日）は、フランスの著作家、歴史家。主としてプロヴァンスの歴史や、プロヴァンスに縁のある人物の伝記をまとめた。
ダシュは、1656年にカヴァイヨンで生まれた。ベアルン地方の高貴な出自であったという。彼はプロヴァンスの歴史に特に興味を持ち、様々な調査も行った。その作品は文体の丁寧さや明瞭さが評価される一方、内容が皮相的であることや、調査における批判能力の不足なども指摘されている。彼は、親戚にあたるジャン＝フランソワ・ゴフリディ家に秘書として住み込んでおり、1737年にプロヴァンス地方のトレ（Trets, 現ブーシュ＝デュ＝ローヌ県内）で没した。

## 著作
- エクスの最も有名な名物 Les Curiosités les plus remarquables de la ville d'Aix（1679年）
- 1687年のエクス祭事記 Relation générale et véritable des fêtes de la ville d'Aix, pour l'heureux retour de la santé tant désirée de Louis le Grand（1687年）
- 偽りの修道士たち Les moines empruntés（1696年）
- 曲解された修道士たち Les moines travestis（1698年）
- プロヴァンス史の諸点に関する論考 Dissertations sur divers points de l'histoire de Provence（1704年）
- 聖体祭の挙行に見るエクスの儀礼的精神 L'esprit du cérémonial d'Aix en la célébration de la Fête-Dieu（1708年）
- アヴィニョン橋の立案者聖ベネゼの物語 Histoire de saint Bénézet, entrepreneur du pont d'Avignon. （1708年）
- 聖マドレーヌに関するプロヴァンス宗教の弁証篇 Apologétique de la religion des Provençaux au sujet de saint Madeleine. （1711年）
- ミシェル・ノストラダムスの生涯 La Vie de Michel Nostradamus.（1711年）
- 聖マルタの特徴的シンボルに関する論考 Dissertations sur le symbole caractéristique de sainte Marthe（1711年）
- アルノー・ド・ヴィルヌーヴの生涯 La Vie d'Arnaud de Villeneuve（1720年）
- カルトゥジオ会修道女聖ロソリーヌ・ド・ヴィルヌーヴの物語 Histoire de sainte Rossoline de Villeneuve, de l’ordre des Chartreux. （1720年）
- エクスの有名にして非凡なるコンシュラの年代記的・紋章学的状態に関する論考 Dissertation sur l'état chronologique et héraldique de l'illustre et singulier consulat de la ville d'Aix, capitale de Provence（1726年）
- プロヴァンスの高等法院の初期の法院長たちの肖像あるいは歴史的賛辞 Portraits ou éloges historiques des premiers présidents du parlement de Provence（1727年）
- エクス市史 Histoire de la ville d'Aix, capitale de la Provence.（全6巻、1880-92年） -生前刊行されることはなかった草稿。

このほか、『プロヴァンス文学史 (Histoire littéraire de Provence.) 』『プロヴァンス文士書目 (Bibliothèque des Auteurs de Provence.) 』などの草稿を残しており、マルセイユ市立図書館に所蔵されている。